# Rukavychka
Rukavychka (Рукавичка) er en supermarkedskæde i Vestukraine med 200 butikker og 3.600 ansatte. Det er et datterselskab til detailhandelskoncernen "Львівхолод".
Den første "Rukavychka" butik åbnede i december 2003 i Peremysjljany.